# Адайнш
Адайнш (порт. Adães; МФА: [ɐ.ˈdɐ̃jʃ]) — парафія в Португалії, у муніципалітеті Барселуш. Розташована в північно-західній частині країни, на теренах історичної португальської провінції Дору-Міню. Входить до складу округу Брага. За адміністративним поділом, чинним до 1976 року, терени парафії були складовою провінції Міню. Належить до Бразької архідіоцезії Католицької церкви. Патрон — святий Петро. Площа — 2,6903 км². Населення — 790 ос. (2011). Слабо урбанізований регіон. Густота населення — 293,65 осіб/км²
. Код — 030203.

## Населення
| Кількість мешканців | Кількість мешканців | Кількість мешканців | Кількість мешканців | Кількість мешканців | Кількість мешканців | Кількість мешканців | Кількість мешканців | Кількість мешканців | Кількість мешканців | Кількість мешканців | Кількість мешканців | Кількість мешканців | Кількість мешканців | Кількість мешканців |
| ------------------- | ------------------- | ------------------- | ------------------- | ------------------- | ------------------- | ------------------- | ------------------- | ------------------- | ------------------- | ------------------- | ------------------- | ------------------- | ------------------- | ------------------- |
| 1864                | 1878                | 1890                | 1900                | 1911                | 1920                | 1930                | 1940                | 1950                | 1960                | 1970                | 1981                | 1991                | 2001                | 2011                |
| 401                 | 376                 | 425                 | 424                 | 420                 | 465                 | 517                 | 537                 | 597                 | 578                 | 573                 | 570                 | 635                 | 739                 | 790                 |